# Cultura de las Islas Malvinas
La cultura de las Islas Malvinas es esencialmente análoga a la de la cultura británica. Las islas Malvinas tienen una población no nativa, principalmente blanca y británica (en su mayoría inglesa, y en mucha menor medida, otras partes de las islas británicas, además de Santa Elena y Chile).

## Idioma
El idioma inglés se utiliza, principalmente en su forma de inglés británico. Sin embargo, debido al aislamiento de las islas, la pequeña población mantiene su propio acento/dialecto. En las zonas rurales (es decir, en cualquier lugar fuera de Puerto Stanley), conocido como "camp" (del español campo), el acento malvinense tiende a ser más fuerte. El acento tiene semejanzas con el inglés de Australia-Nueva Zelanda, West Country y Norfolk en Inglaterra.
Otros notables términos de las islas Malvinas son las palabras "kelper", es decir un isleño malvinense, que proviene de las algas marinas (Kelp en inglés) que rodean las islas (a veces se considera peyorativo), y "smoko", refiriéndose a un descanso para fumar.
El dialecto además tiene numerosos préstamos del español rioplatense y español chileno. De hecho, el 10% de los habitantes de las islas hablan este idioma, siendo una minoría significativa que ha crecido en los últimos años. Además, en una primaria en la capital, enseñan este idioma.

## Literatura
Para la cultura inspirada por la Guerra de las Malvinas por favor, ver el impacto cultural de la Guerra de las Malvinas
Debido a la escasa población de las islas, la mayor parte de la literatura de las islas ha sido escrito por fuera. Sin embargo, alguna poesía ha sido escrita por habitantes de las islas, incluyendo, Patria de Ernest Spencer.

## Arquitectura

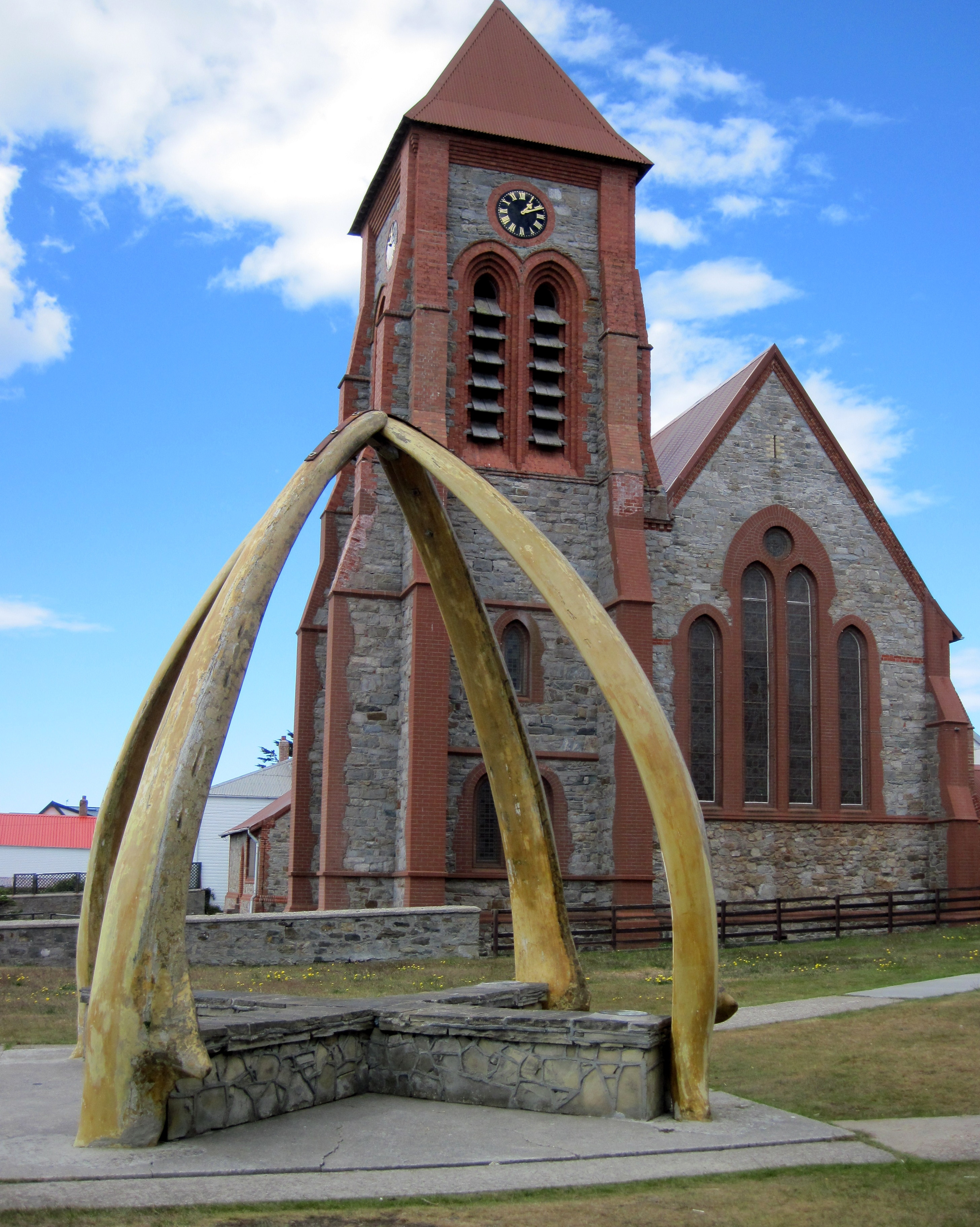
Catedral de Stanley.

La Enciclopedia Británica de 1911 dice:
Las casas [de Stanley], en su mayoría blancas con techos de colores, generalmente son de madera y hierro, y tienen terrazas acristaladas, gris con fucsia.
La Casa de Gobierno, es gris, hecha de piedra, trae a la mente una mansión en las Islas Shetland y Orcadas.
El cuartel del gobierno es una estructura bastante imponente en el centro de la ciudad, como es la iglesia catedral, en el este, construido de piedra y reforzada con ladrillo.
El cuartel del gobierno es ahora una casa de huéspedes y es un poco parecida a las casas circundantes.
Muchos edificios más se han erigido en Stanley. En 1998, el gobierno de las islas Malvinas puso en marcha un programa para fomentar la construcción de casas privadas, el desarrollo se conoce como Stanley Oriental. Esto condujo a un auge en el mercado de la construcción de viviendas con muchas casas de madera importada, en gran parte de Escocia. Estas casas van desde bungalós de un dormitorio individual hasta grandes casas con 4-5 habitaciones; el estilo de revestimiento y color puede variar enormemente.
Las casas de Malvinas son reconocidas por ser de colores brillantes con jardines muy bien cuidados; las casas antiguas con frecuencia tienen tallados de madera.
El puente Bodie Creek a veces se dice que es el puente suspendido más austral del mundo.

## Educación
La educación es gratuita y obligatoria hasta el final del año académico, cuando el niño llega a los 16 años de edad. Las Malvinas sigue el sistema educativo inglés.

## Varios

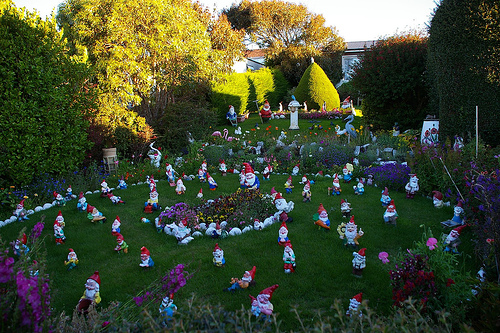
Los gnomos en el jardín Stanley.

Wagstaff describe la cocina local como "muy británica en personaje, con mucho uso de vegetales cultivados, cordero de la zona, carne y pescado". Es común entre las comidas son "los pasteles caseros y galletas con té o café".  Por otra parte , las actividades sociales en las Malvinas son, en palabras de Wagstaff, "típica de la de una pequeña ciudad británica con una gran variedad de clubes y organizaciones que abarcan muchos aspectos de la vida comunitaria". También describe a la población como muy amables y sociables.
Hay dos periódicos, el Penguin News y el Teaberry Express, y también una estación de radio el Falkland Islands Radio Service o FIRS y un canal de televisión local. También existe un proveedor de televisión satelital, KTV Ltd., que cuenta con canales y radios provenientes del Reino Unido.
Las islas también tienen su propio equipo nacional de fútbol y equipo de cricket.